# Chuang Čchüan

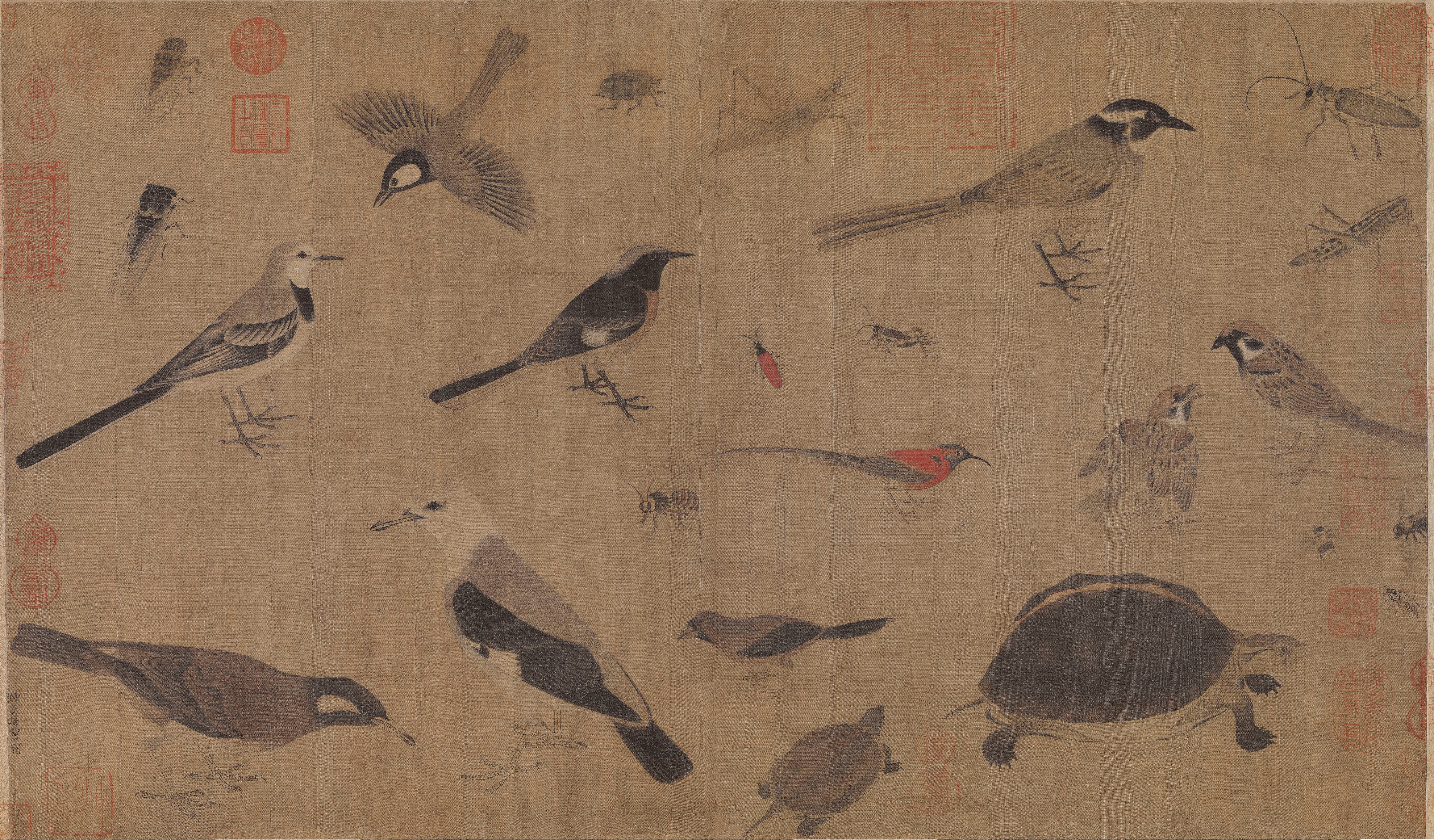
Chuang Čchüan, Vzácní ptáci, hmyz a zvířata (写生珍禽图)

Chuang Čchüan (čínsky pchin-jinem Huáng Quán, znaky zjednodušené 黄荃, tradiční 黃荃, 903–965), byl čínský malíř žijící v období pěti dynastií a deseti říší v západočínské říši Pozdní Šu. Tvořil zejména v žánru květin a ptáků.

## Jméno
Chuang Čchüan používal zdvořilostní jméno Jao-šu (čínsky pchin-jinem Yàoshū, znaky 要叔).

## Život a dílo
Chuang Čchüan pocházel z Čcheng-tu (v S’-čchuanu). Žil a tvořil v období pěti dynastií a deseti říší. Působil u císařského dvora říše Pozdní Šu v S’-čchuanu, významném kulturním centru tehdejší Číny.
Proslul jako výborný malíř žánru květin a ptáků, který se právě v 10. století výrazně rozvíjel. Maloval exotické květiny a rostliny, vzácné ptáky a zvířata chovaná v dvorských zahradách. Jeho obrazy založené na pečlivém pozorování, a charakteristicky jasně barevné, byly vzorem tzv. Chuang ťia fu kuej, „velkoleposti typické pro Chuangovu školu“. Jeho tvorba kontrastovala s jemně kolorovanými tušovými obrazy květin a ptáků jižnětchangského malíře Sü Siho, působícími svěžím a nekonvenčním dojmem.